# Еравнинские озёра
Ера́внинские озёра (также Еравинские озёра) — группа озёр на водоразделе рек Уды и Витима на территории Еравнинского района Республики Бурятия. Выделяется 4 крупных и до 40—50 средних и мелких водоёма в юго-западной части Еравнинской (Сосново-Озёрской) котловины, большинство из которых бессточны, часть имеет общий сток в Витим через реку Холой. Питание дождевое, снеговое и за счёт грунтовых вод. Крупные озёра и ряд других соединены между собой протоками.

## Озёра
|   | озеро           | площадь (км²) | длина (км) | ширина (км) | максимальная глубина (м) | высота н. у. м. (м) |
| - | --------------- | ------------- | ---------- | ----------- | ------------------------ | ------------------- |
| 1 | Большое Еравное | 104,0         | 14         | 13          | 10                       | 949                 |
| 2 | Малое Еравное   | 60,5          | 9,7        | 8,4         | ?                        | 949                 |
| 3 | Сосновое        | 23,37         | 7.8        | 4.4         | 6                        | 949                 |
| 4 | Хаймисановское  | 6,6           | 4,2        | 2           | ?                        | >949                |

Иногда группу называют Еравнинско-Хоргинские озёра. В этом случае в неё дополнительно включаются озёра: Гунда, Исинга, Хорга, Ута-Нур и другие к северо-востоку от собственно Еравнинских..

## Хозяйственное использование
Озёра используются для рыболовного промысла (окунь, плотва, щука, карась). С 1923 до 1940 года годовой вылов рыбы не превышал 7390 центнеров. Потенциал оценивался в 15 тысяч центнеров рыбы в год. В 1940 году на озёрах ловили рыбу 7 колхозов и государственный рыбзавод.
Осенью 1933 года организуется Еравнинский госрыбзавод Востсибтреста. Контора рыбозавода до 1942 года находилась в Укыре, после чего переехала в село Сосново-Озёрское. В 1942 году были созданы перерабатывающиеся пункты Гарам, Тулдун, Малая Еравна, Исинга. В 1940—1950-е годы шло активное развитие всех рыбообрабатывающих пунктов Еравнинского госрыбзавода. К концу 1950-х годов это уже были сформировавшиеся населённые пункты с наличием необходимого жилого фонда.
В 1970—1980-е годы шло строительство Озёрного товарного рыбного хозяйства (ТРХ), которое было завершено в 1989 году. Были построены переливные дамбы на озёрах Большая и Малая Еравна, Исинга и насосные станции на водоемах по подращиванию молоди пеляди, в Гараме построены садковая база. В результате строительства ТРХ был зарегулирован уровень воды в Еравно-Хоргинской системе озёр, что позволило предотвратить резкое колебание уровня воды в озёрах и ухода из озёр ценных пород рыб.
В 1992 году рыбозавод был реорганизован в открытое акционерное общество ОАО «Нептун»..

## Топографические карты
- Лист карты N-49-XXVIII. Масштаб: 1 : 200 000. Указать дату выпуска/состояния местности.
- Лист карты N-49-XXXIV. Масштаб: 1 : 200 000. Указать дату выпуска/состояния местности.